# Julian Weigl
Julian Weigl, né le 8 septembre 1995 à Bad Aibling en Allemagne, est un footballeur international allemand qui évolue au poste de milieu de terrain au Borussia Mönchengladbach.

## Biographie

### Carrière en club

#### 1860 Munich (2014-2015)
Formé au 1860 Rosenheim puis au 1860 Munich, il fait ses débuts en 2. Bundesliga contre le FC Ingolstadt 04 le 14 février 2014. Il joue 23 matchs lors de sa première saison professionnelle. Il est nommé capitaine lors du premier match de la saison suivante contre Kaiserslautern, devenant à 18 ans le plus jeune capitaine de l'histoire de 1860 Munich.

#### Borussia Dortmund (2015-2020)
Weigl fut transféré pour la saison 2015-2016 en Bundesliga au Borussia Dortmund. Il signe un contrat jusqu'au 30 juin 2019. Il joue son premier match sous ses nouvelles couleurs le 30 juillet 2015, en étant titularisé lors d'une rencontre qualificative pour la Ligue Europa face au Wolfsberger AC, contre qui le BVB s'impose (0-1). Pour sa première saison, il trouva sa place de titulaire et joua plus de 50 matchs. Le 14 mai 2016, il établit un nouveau record en Bundesliga: Lors du match de la 34e journée contre le 1.FC Cologne, il touche la balle 214 fois jusqu'à ce qu'il soit remplacé à la 83e minute. Le 20 décembre 2016, il prolonge son contrat jusqu'au 30 juin 2021.

#### SL Benfica (2020-2023)
Le 2 janvier 2020, il s'engage officiellement au Benfica Lisbonne après que le club l'a recruté pour la somme de 20M€. Il signe un contrat jusqu'en juin 2024. Il joue son premier match pour Benfica le 10 janvier 2020, en étant titularisé lors d'une rencontre de championnat face au Deportivo Aves. Son équipe s'impose par deux buts à un ce jour-là.
Il marque son premier but avec Benfica le 17 juin 2020 contre Rio Ave.
Lors de son passage chez les Aigles, Weigl dispute 108 matchs et inscrit 6 buts.

#### Borussia Mönchengladbach (depuis 2023)
Le 1er septembre 2022, Julian Weigl est prêté au Borussia Mönchengladbach pour une saison avec option d'achat. Son premier match sera contre Mayence, lors de la cinquième journée de championnat, son équipe s'incline alors sur le score de 0-1. Il débloque son compteur de passe décisive contre le 1.FC Köln, lors de la neuvième journée de Bundesliga, adressant une passe à Lars Stindl.
Le 5 mai 2023, le Borussia Mönchengladbach annonce avoir officiellement levé l'option d'achat du joueur qui s'engage jusqu'en 2028.

### Carrière en sélection
Weigl fait partie de l'équipe d'Allemagne des moins de 19 ans puis à partir d'août 2014, de l'équipe d'Allemagne des moins de 20 ans. 
Le 13 octobre 2014, Weigl marque son premier but international avec les -20 ans lors d'un match nul (1-1) contre les Pays-Bas. Il participe à la Coupe du monde des moins de 20 ans 2015 organisée en Nouvelle-Zélande.

## Statistiques
| Saison                | Club                            | Championnat           | Championnat | Championnat | Coupe(s) nationale(s) | Coupe(s) nationale(s) | Supercoupe | Supercoupe | Compétition(s) continentale(s) | Compétition(s) continentale(s) | Compétition(s) continentale(s) | Total | Total |
| Saison                | Club                            | Division              | M.          | B.          | M.                    | B.                    | M.         | B.         | Comp.                          | M.                             | B.                             | M.    | B.    |
| 2013-2014             | 1860 Munich                     | 2. Bundesliga         | 14          | 0           | 0                     | 0                     | -          | -          | -                              | -                              | -                              | 14    | 0     |
| 2014-2015             | 1860 Munich                     | 2. Bundesliga         | 24          | 0           | 2                     | 0                     | -          | -          | -                              | -                              | -                              | 26    | 0     |
| Sous-total            | Sous-total                      | Sous-total            | 38          | 0           | 2                     | 0                     | -          | -          | -                              | -                              | -                              | 40    | 0     |
| 2015-2016             | Borussia Dortmund               | Bundesliga            | 30          | 0           | 5                     | 0                     | -          | -          | C3                             | 16                             | 0                              | 51    | 0     |
| 2016-2017             | Borussia Dortmund               | Bundesliga            | 30          | 0           | 3                     | 0                     | 1          | 0          | C1                             | 9                              | 1                              | 43    | 1     |
| 2017-2018             | Borussia Dortmund               | Bundesliga            | 25          | 1           | 1                     | 0                     | -          | -          | C1+C3                          | 5+2                            | 0+0                            | 33    | 1     |
| 2018-2019             | Borussia Dortmund               | Bundesliga            | 18          | 1           | 2                     | 0                     | -          | -          | C1                             | 4                              | 0                              | 24    | 1     |
| 2019-2020             | Borussia Dortmund               | Bundesliga            | 13          | 1           | 2                     | 0                     | 1          | 0          | C1                             | 4                              | 0                              | 20    | 1     |
| Sous-total            | Sous-total                      | Sous-total            | 116         | 3           | 13                    | 0                     | 2          | 0          | -                              | 40                             | 1                              | 171   | 4     |
| 2019-2020             | Benfica Lisbonne                | Liga NOS              | 18          | 1           | 2                     | 0                     | -          | -          | C3                             | 1                              | 0                              | 21    | 1     |
| 2020-2021             | Benfica Lisbonne                | Liga NOS              | 28          | 0           | 7                     | 0                     | -          | -          | C1                             | 8                              | 1                              | 43    | 1     |
| 2021-2022             | Benfica Lisbonne                | Liga NOS              | 25          | 3           | 6                     | 0                     | -          | -          | C1                             | 13                             | 1                              | 44    | 4     |
| Sous-total            | Sous-total                      | Sous-total            | 71          | 4           | 15                    | 0                     | 0          | 0          | -                              | 22                             | 2                              | 108   | 6     |
| 2022-2023             | Borussia Mönchengladbach (prêt) | Bundesliga            | 23          | 1           | 1                     | 0                     | -          | -          | -                              | -                              | -                              | 24    | 1     |
| 2023-2024             | Borussia Mönchengladbach        | Bundesliga            | 31          | 2           | 4                     | 0                     | -          | -          | -                              | -                              | -                              | 35    | 2     |
| 2024-2025             | Borussia Mönchengladbach        | Bundesliga            | 26          | 0           | 2                     | 0                     | -          | -          | -                              | -                              | -                              | 28    | 0     |
| Sous-total            | Sous-total                      | Sous-total            | 79          | 3           | 7                     | 0                     | 0          | 0          | -                              | 0                              | 0                              | 86    | 3     |
| Total sur la carrière | Total sur la carrière           | Total sur la carrière | 304         | 9           | 37                    | 0                     | 2          | 0          | -                              | 62                             | 3                              | 405   | 12    |

## Palmarès

### En club
|  |  | Borussia Dortmund - Bundesliga - Vice-champion : 2019 - Coupe d'Allemagne - Vainqueur : 2017 - Supercoupe d'Allemagne - Vainqueur : 2019 |